# ジョイス・ジョナサン
ジョイス・ジョナサン（英: Joyce Jonathan、1989年11月3日 - ）はフランスのフォークソング、シャンソン、フレンチ・ポップス歌手。

## 来歴
5歳でピアノと音楽を学び始め、18歳の時にマイメジャーカンパニー（フランス語: My Major Company）を通じてデビューし、2010年ファーストアルバム「Sur mes gardes」をリリース。ファーストアルバムがプラチナ認定を受ける。2013年にフランスのNRJ音楽賞でBest French Newcomer賞を受賞。同年2枚目のアルバム「Caractere」を発売。

## アジアでの活動
アジアでは2010年に「Je ne sais pas」が中国と台湾のチャートで1位を記録。
幼いころ両親が中国で働いていたため中国語に親しみがあったため、2017年には中国語版のアルバム「Guardian HappinessÇaIra」を発売。上海、南京、広州、昆明、香港、台湾、ベトナムでツアーを行った。

## ディスコグラフィ

### シングル
- Pas besoin de toi(2009年)
- Je ne sais pas(2010年)
- L'heure avait sonné(2010年)
- Tant pis(2011年)
- Ça ira(2013年)
- Caractère(2013年)
- Sans patience(2014年)
- T'en va pas(2014年)
- Le Bonheur(2015年)
- Les Filles d'aujourd'hui(2016年)
- Je ne veux pas de toi(2017年)

### アルバム
- Sur mes gardes(2010年)
- Caractère(2013年)
- Une place pour mo(2016年)
- On(2018年)